# Saint-Denis-de-Villenette
Saint-Denis-de-Villenette ist eine Ortschaft und eine ehemalige französische Gemeinde mit 134 Einwohnern (Stand: 1. Januar 2022) im Département Orne in der Region Normandie. Sie gehörte zum Arrondissement Alençon und zum Kanton Bagnoles-de-l’Orne. Die Einwohner werden Dyonisiens genannt.
Mit Wirkung vom 1. Januar 2016 wurden die bisherigen Gemeinden Juvigny-sous-Andaine, La Baroche-sous-Lucé, Beaulandais, Loré, Lucé, Saint-Denis-de-Villenette und Sept-Forges zu einer Commune nouvelle mit dem Namen Juvigny Val d’Andaine zusammengeschlossen und haben in der neuen Gemeinde den Status einer Commune déléguée. Der Verwaltungssitz befindet sich im Ort Juvigny-sous-Andaine.

## Geografie
Saint-Denis-de-Villenette liegt etwa 50 Kilometer westnordwestlich von Alençon.

## Bevölkerungsentwicklung
| Jahr                      | 1962 | 1968 | 1975 | 1982 | 1990 | 1999 | 2006 | 2013 |
| Einwohner                 | 200  | 194  | 175  | 140  | 111  | 126  | 143  | 154  |
| Quelle: Cassini und INSEE |      |      |      |      |      |      |      |      |

## Kultur und Sehenswürdigkeiten
- Kirche Saint-Denis aus dem 12. Jahrhundert
- Gutshof La Prémoudière